# 2022년 동계 올림픽 메달 집계
2022년 동계 올림픽 메달 집계는 2022년 2월 4일부터 2월 20일까지 중화인민공화국 베이징시에서 열린 2022년 동계 올림픽에서 획득한 메달 순으로 매긴 각국 올림픽 위원회(NOC)의 목록이다.
이번 대회는 총 15개 종목, 109개 세부 종목으로 꾸려진다. 2018년 동계 올림픽의 102개 보다 7개 더 많다.

## 메달 집계
다음은 국제 올림픽 위원회에서 제공하는 정보를 토대로 한 표로, 금메달·은메달·동메달의 수 순서로 랭킹을 매긴다. 금은동의 수가 모두 동률일 경우, 같은 순위가 되고 IOC 국가 부호의 알파벳 순으로 목록에서 제외한다.
주최국인 중화인민공화국은 연보라색으로 표시되어 있다.
| 순위 | 국가                       | 금메달 | 은메달 | 동메달 | 합계 |
| ---- | -------------------------- | ------ | ------ | ------ | ---- |
| 1    | 노르웨이 (NOR)             | 16     | 8      | 13     | 37   |
| 2    | 독일 (GER)                 | 12     | 10     | 5      | 27   |
| 3    | 중화인민공화국 (CHN)       | 9      | 4      | 2      | 15   |
| 4    | 미국 (USA)                 | 8      | 10     | 7      | 25   |
| 5    | 스웨덴 (SWE)               | 8      | 5      | 5      | 18   |
| 6    | 네덜란드 (NED)             | 8      | 5      | 4      | 17   |
| 7    | 오스트리아 (AUT)           | 7      | 7      | 4      | 18   |
| 8    | 스위스 (SUI)               | 7      | 2      | 5      | 14   |
| 9    | 러시아 올림픽 위원회 (ROC) | 5      | 12     | 15     | 32   |
| 10   | 프랑스 (FRA)               | 5      | 7      | 2      | 14   |
| 11   | 캐나다 (CAN)               | 4      | 8      | 14     | 26   |
| 12   | 일본 (JPN)                 | 3      | 6      | 9      | 18   |
| 13   | 이탈리아 (ITA)             | 2      | 7      | 8      | 17   |
| 14   | 대한민국 (KOR)             | 2      | 5      | 2      | 9    |
| 15   | 슬로베니아 (SLO)           | 2      | 3      | 2      | 7    |
| 16   | 핀란드 (FIN)               | 1      | 1      | 2      | 4    |
| 17   | 뉴질랜드 (NZL)             | 2      | 1      | 0      | 3    |
| 18   | 오스트레일리아 (AUS)       | 1      | 2      | 1      | 4    |
| 19   | 영국 (GBR)                 | 1      | 1      | 0      | 2    |
| 20   | 헝가리 (HUN)               | 1      | 0      | 2      | 3    |
| 21   | 벨기에 (BEL)               | 1      | 0      | 1      | 2    |
| 21   | 체코 (CZE)                 | 1      | 0      | 1      | 2    |
| 21   | 슬로바키아 (SVK)           | 1      | 0      | 1      | 2    |
| 24   | 벨라루스 (BLR)             | 0      | 2      | 0      | 2    |
| 25   | 스페인 (ESP)               | 0      | 1      | 0      | 1    |
| 25   | 우크라이나 (UKR)           | 0      | 1      | 0      | 1    |
| 27   | 에스토니아 (EST)           | 0      | 0      | 1      | 1    |
| 27   | 라트비아 (LAT)             | 0      | 0      | 1      | 1    |
| 27   | 폴란드 (POL)               | 0      | 0      | 1      | 1    |
| 합계 | 합계                       | 109    | 109    | 109    | 327  |

출처:

## 같이 보기
- 2022년 동계 패럴림픽 메달 집계